# Montevideo Challenger 2001
Il Montevideo Challenger 2001 è stato un torneo di tennis facente parte della categoria ATP Challenger Series nell'ambito dell'ATP Challenger Series 2001. Il torneo si è giocato a Montevideo in Uruguay dal 5 all'11 novembre 2001 su campi in terra rossa.

## Vincitori

### Singolare
David Nalbandian ha battuto in finale  Fernando González con il punteggio di 6–2, 3–6, 6–3

### Doppio
Diego del Río /  Martín Vassallo Argüello hanno battuto in finale  Gastón Etlis /  Mariano Hood per walkover